# مايك باريت (صحفي رياضي)
مايك باريت (بالإنجليزية: Mike Barrett)‏ هو صحفي رياضي أمريكي، ولد في 1968.